# Julio Andrade (parroquia)
Julio Andrade  es una parroquia rural perteneciente al cantón Tulcán de la provincia ecuatoriana de Carchi. Anteriormente fue denominada La Orejuela. 
Se encuentra situada 15 kilómetros al sureste de la cabecera cantonal, en el punto de bifurcación entre la Troncal de la Sierra y la Transversal Fronteriza, por lo que es conocida como La puerta de entrada al Oriente ecuatoriano.

## Demografía
Según el censo de 2010, la parroquia tenía 9 624 habitantes, lo que la convierte en la parroquia rural más poblada del cantón y la tercera parroquia más poblada de la provincia después de Tulcán y San Gabriel.